# David Leestma
David Cornell Leestma (6 maggio 1949) è un ex astronauta statunitense. Ha partecipato alle missioni Shuttle STS-41-G, STS-28 e STS-45 come specialista di missione.